# Fußball- und Sportverein Zwickau 2017-2018
Questa voce raccoglie le informazioni riguardanti il Fußball- und Sportverein Zwickau nelle competizioni ufficiali della stagione 2017-2018.

## Stagione
Nella stagione 2017-2018 il Zwickau, allenato da Torsten Ziegner e Danny König, concluse il campionato di 3. Liga al 15º posto.

## Rosa
| N. |                     | Ruolo | Calciatore             |
| -- | ------------------- | ----- | ---------------------- |
| 1  | Germania (bandiera) | P     | Johannes Brinkies      |
| 3  | Germania (bandiera) | D     | Moritz Ullmann         |
| 4  | Germania (bandiera) | D     | Jonas Acquistapace     |
| 5  | Turchia (bandiera)  | D     | Ali Odabas             |
| 6  | Germania (bandiera) | C     | Christoph Göbel        |
| 7  | Germania (bandiera) | C     | Bentley Bahn           |
| 8  | Germania (bandiera) | C     | Christian Mauersberger |
| 9  | Germania (bandiera) | A     | Fabian Eisele          |
| 10 | Turchia (bandiera)  | A     | Aykut Öztürk           |
| 11 | Germania (bandiera) | C     | Ronny Garbuschewski    |
| 13 | Germania (bandiera) | C     | Mike Könnecke          |
| 14 | Germania (bandiera) | D     | Toni Wachsmuth         |
| 15 | Germania (bandiera) | A     | Ronny König            |
| 16 | Germania (bandiera) | D     | Anthony Barylla        |
| 17 | Germania (bandiera) | D     | Morris Schröter        |

| N. |                     | Ruolo | Calciatore         |
| -- | ------------------- | ----- | ------------------ |
| 18 | Grecia (bandiera)   | A     | Dīmītrios Ferfelīs |
| 19 | Germania (bandiera) | D     | Davy Frick         |
| 20 | Germania (bandiera) | D     | René Lange         |
| 21 | Germania (bandiera) | C     | Jan Washausen      |
| 22 | Turchia (bandiera)  | C     | Sinan Tekerci      |
| 23 | Austria (bandiera)  | C     | Daniel Gremsl      |
| 24 | Germania (bandiera) | C     | Julian Hodek       |
| 25 | Germania (bandiera) | C     | Robert Koch        |
| 26 | Germania (bandiera) | P     | Max Sprang         |
| 27 | Germania (bandiera) | A     | Fabian Schnabel    |
| 28 | Germania (bandiera) | C     | Nils Miatke        |
| 30 | Germania (bandiera) | P     | Lukas Cichos       |
| 33 | Germania (bandiera) | D     | Alexander Sorge    |
| 35 | Austria (bandiera)  | D     | Nico Antonitsch    |

## Organigramma societario
Area tecnica
- Allenatore: Danny König
- Allenatore in seconda:
- Preparatore dei portieri: Steffen Süßner
- Preparatori atletici:

## Calciomercato

### Sessione estiva
| Acquisti | Acquisti               | Acquisti          | Acquisti |
| R.       | Nome                   | da                | Modalità |
| -------- | ---------------------- | ----------------- | -------- |
| C        | Bentley Bahn           | Sconosciuta       |          |
| D        | Nico Antonitsch        | Ried              |          |
| A        | Dīmītrios Ferfelīs     | Lamia             |          |
| C        | Sinan Tekerci          | Dinamo Dresda     |          |
| D        | Anthony Barylla        | RB Lipsia II      |          |
| P        | Lukas Cichos           | Magdeburgo        |          |
| A        | Fabian Eisele          | Hertha Berlino II |          |
| C        | Ronny Garbuschewski    | Hansa Rostock     |          |
| C        | Christian Mauersberger | Schalke 04 II     |          |
| D        | Ali Odabas             | Jahn Ratisbona    |          |
| C        | Fridolin Wagner        | RB Lipsia II      |          |

| Cessioni | Cessioni              | Cessioni           | Cessioni |
| R.       | Nome                  | a                  | Modalità |
| -------- | --------------------- | ------------------ | -------- |
| A        | Oliver Genausch       | Wacker Nordhausen  |          |
| D        | Jonas Acquistapace    | Sportfreunde Lotte |          |
| C        | Marcel Bär            | Aalen              |          |
| D        | Robert Berger         | Lokomotive Lipsia  |          |
| A        | Kevin Bönisch         | Budissa Bautzen    |          |
| C        | Felix Geisler         | Energie Cottbus    |          |
| C        | Patrick Göbel         | Kickers Würzburg   |          |
| A        | Jonas Nietfeld        | Jahn Ratisbona     |          |
| D        | Robert Paul           | Plauen             |          |
| P        | Maximilian Rosenkranz | VfB Auerbach       |          |
| C        | Michael Schlicht      | Schweinfurt 05     |          |
| P        | Marian Unger          | Plauen             |          |
| D        | Lukas Wilton          | Babelsberg         |          |
| D        | Patrick Wolf          | Schweinfurt 05     |          |

### Sessione invernale
| Acquisti | Acquisti        | Acquisti          | Acquisti |
| R.       | Nome            | da                | Modalità |
| -------- | --------------- | ----------------- | -------- |
| A        | Fabian Schnabel | Schalding-Heining |          |
| C        | Jan Washausen   | Elversberg        |          |
| C        | Daniel Gremsl   | Hartberg          |          |

| Cessioni | Cessioni        | Cessioni        | Cessioni |
| R.       | Nome            | a               | Modalità |
| -------- | --------------- | --------------- | -------- |
| C        | Fridolin Wagner | Werder Brema II |          |

## Risultati

### 3. Liga

#### Girone di andata
| Arbitro: | Kampka |

|          |           |  |
| Frahn 7’ | Marcatori |  |

| Arbitro: | Badstübner |

|           |           |                |
| König 38’ | Marcatori | 37’ Freiberger |

| Arbitro: | Alt |

|                              |           |  |
| Vitzthum 22’ Sohm 65’ (rig.) | Marcatori |  |

| Arbitro: | Reichel |

|                          |           |             |
| Garbuschewski 90’ (rig.) | Marcatori | 49’ Dabanlı |

| Arbitro: | Bacher |

|                                             |           |  |
| Leugers 2’ (rig.) Girth 44’, 76’ Kremer 90’ | Marcatori |  |

| Arbitro: | Müller |

|  |           |              |
|  | Marcatori | 27’ Nikolaou |

| Arbitro: | Petersen |

|  |           |                         |
|  | Marcatori | 38’ König 56’ Wachsmuth |

| Arbitro: | Fritsch |

|                                    |           |             |
| Frick 22’ König 41’ Antonitsch 63’ | Marcatori | 45’ Sowislo |

| Arbitro: | Schult |

|            |           |          |
| Evseev 27’ | Marcatori | 33’ Koch |

| Arbitro: | Weickenmeier |

|          |           |  |
| Bahn 86’ | Marcatori |  |

| Arbitro: | Winter |

|           |           |                                           |
| Lange 39’ | Marcatori | 13’ Michel 80’ Schonlau 90’ (rig.) Srbeny |

| Arbitro: | Bokop |

|                                 |           |                      |
| Vasiliadis 87’ Kader 90’ (rig.) | Marcatori | 44’ König 61’ Öztürk |

| Arbitro: | Gerach |

|                |           |         |
| König 35’, 49’ | Marcatori | 4’ Bock |

| Arbitro: | Fritsch |

|                                               |           |  |
| Reimerink 20’ Álvarez 45’ Sušac 57’ Wachs 72’ | Marcatori |  |

| Arbitro: | Schütz |

|                |           |                           |
| Antonitsch 17’ | Marcatori | 61’ (rig.), 72’, 81’ Hain |

| Arbitro: | Schwermer |

|            |           |  |
| Gordon 44’ | Marcatori |  |

| Arbitro: | Zorn |

|  |           |                             |
|  | Marcatori | 43’ Breitkreuz 88’ Diawusie |

| Arbitro: | Skorczyk |

|           |           |            |
| Scheu 36’ | Marcatori | 89’ Eisele |

| Arbitro: | Winter |

|          |           |            |
| König 7’ | Marcatori | 69’ Fetsch |

#### Girone di ritorno
| Arbitro: | Lossius |

|                          |           |                      |
| Eisele 64’, 66’ Bahn 78’ | Marcatori | 18’ Slavov 59’ Trapp |

| Arbitro: | Schütz |

|              |           |  |
| Rosinger 58’ | Marcatori |  |

| Arbitro: | Dietz |

|                       |           |  |
| Miatke 22’ Eisele 28’ | Marcatori |  |

| Arbitro: | Bacher |

|  |           |                           |
|  | Marcatori | 35’ Eisele 45’, 51’ König |

| Arbitro: | Wollenweber |

|  |           |           |
|  | Marcatori | 22’ Girth |

| Arbitro: | Bokop |

|                 |           |          |
| Skarlatidis 89’ | Marcatori | 5’ König |

| Arbitro: | Müller |

|           |           |  |
| Miatke 4’ | Marcatori |  |

| Arbitro: | Heft |

|                       |           |                             |
| Costly 9’ Türpitz 64’ | Marcatori | 15’ (rig.), 84’ (rig.) Bahn |

| Arbitro: | Schütz |

|                |           |  |
| Antonitsch 72’ | Marcatori |  |

| Brema 10 marzo 2018, ore 14:00 CET 29ª giornata | Werder Brema II | 0 – 0 referto | Zwickau | Weserstadion - Platz 11 (437 spett.)\| Arbitro: \| Schwermer \| |
| Arbitro:                                        | Schwermer       |               |         |                                                                 |

| Arbitro: | Schröder |

|                      |           |  |
| Michel 59’ Tietz 90’ | Marcatori |  |

| Arbitro: | Bokop |

|                         |           |                       |
| Gremsl 80’ Schnabel 86’ | Marcatori | 1’, 10’ Schnellbacher |

| Arbitro: | Kornblum |

|                                |           |             |
| Günther-Schmidt 34’ Thiele 62’ | Marcatori | 81’ Barylla |

| Arbitro: | Fritsch |

|               |           |           |
| Washausen 45’ | Marcatori | 4’ Heider |

| Arbitro: | Osmanagic |

|                       |           |                  |
| Hain 7’ Dombrowka 79’ | Marcatori | 20’ Mauersberger |

| Arbitro: | Waschitzki-Günther |

|                          |           |                                               |
| Eisele 46’ Wachsmuth 86’ | Marcatori | 19’ Schleusener 36’ Pourié 60’ Bülow 80’ Fink |

| Arbitro: | Jablonski |

|                                   |           |  |
| Schäffler 59’, 68’ Martinovic 90’ | Marcatori |  |

| Arbitro: | Wollenweber |

|           |           |  |
| König 45’ | Marcatori |  |

| Arbitro: | Brütting |

|                              |           |  |
| Röser 11’ Kleineheismann 25’ | Marcatori |  |

## Statistiche

### Statistiche di squadra
| Competizione | Punti | In casa | In casa | In casa | In casa | In casa | In casa | In trasferta | In trasferta | In trasferta | In trasferta | In trasferta | In trasferta | Totale | Totale | Totale | Totale | Totale | Totale | DR  |
| Competizione | Punti | G       | V       | N       | P       | Gf      | Gs      | G            | V            | N            | P            | Gf           | Gs           | G      | V      | N      | P      | Gf     | Gs     | DR  |
| ------------ | ----- | ------- | ------- | ------- | ------- | ------- | ------- | ------------ | ------------ | ------------ | ------------ | ------------ | ------------ | ------ | ------ | ------ | ------ | ------ | ------ | --- |
| 3. Liga      | 41    | 19      | 8       | 5       | 6       | 24      | 24      | 19           | 2            | 6            | 11           | 14           | 31           | 38     | 10     | 11     | 17     | 38     | 55     | -17 |
| Totale       | 41    | 19      | 8       | 5       | 6       | 24      | 24      | 19           | 2            | 6            | 11           | 14           | 31           | 38     | 10     | 11     | 17     | 38     | 55     | -17 |

### Andamento in campionato
| Giornata  | 1  | 2  | 3  | 4  | 5  | 6  | 7  | 8  | 9  | 10 | 11 | 12 | 13 | 14 | 15 | 16 | 17 | 18 | 19 | 20 | 21 | 22 | 23 | 24 | 25 | 26 | 27 | 28 | 29 | 30 | 31 | 32 | 33 | 34 | 35 | 36 | 37 | 38 |
| --------- | -- | -- | -- | -- | -- | -- | -- | -- | -- | -- | -- | -- | -- | -- | -- | -- | -- | -- | -- | -- | -- | -- | -- | -- | -- | -- | -- | -- | -- | -- | -- | -- | -- | -- | -- | -- | -- | -- |
| Luogo     | T  | C  | T  | C  | T  | C  | T  | C  | T  | C  | C  | T  | C  | T  | C  | T  | C  | T  | C  | C  | T  | C  | T  | C  | T  | C  | T  | C  | T  | T  | C  | T  | C  | T  | C  | T  | C  | T  |
| Risultato | P  | N  | P  | N  | P  | P  | V  | V  | N  | V  | P  | N  | V  | P  | P  | P  | P  | N  | N  | V  | P  | V  | V  | P  | N  | V  | N  | V  | N  | P  | N  | P  | N  | P  | P  | P  | V  | P  |
| Posizione | 13 | 14 | 16 | 16 | 18 | 18 | 17 | 15 | 14 | 11 | 13 | 13 | 9  | 13 | 14 | 16 | 17 | 17 | 17 | 17 | 17 | 16 | 16 | 16 | 17 | 14 | 14 | 11 | 11 | 14 | 13 | 15 | 14 | 16 | 16 | 16 | 15 | 15 |

Legenda:

Luogo: C = Casa; T = Trasferta. Risultato: V = Vittoria; N = Pareggio; P = Sconfitta.

### Statistiche dei giocatori
| J. Acquistapace  | 14 | 0  | 2  | 0 |
| N. Antonitsch    | 26 | 3  | 7  | 0 |
| B. Bahn          | 28 | 4  | 5  | 1 |
| A. Barylla       | 28 | 1  | 2  | 0 |
| J. Brinkies      | 37 | 0  | 1  | 0 |
| L. Cichos        | 1  | 0  | 0  | 0 |
| F. Eisele        | 27 | 6  | 2  | 0 |
| D. Ferfelīs      | 9  | 0  | 0  | 0 |
| D. Frick         | 32 | 1  | 10 | 1 |
| R. Garbuschewski | 11 | 1  | 1  | 1 |
| D. Gremsl        | 15 | 1  | 2  | 0 |
| C. Göbel         | 15 | 0  | 3  | 0 |
| J. Hodek         | 1  | 0  | 0  | 0 |
| R. Koch          | 11 | 1  | 2  | 0 |
| R. König         | 38 | 11 | 5  | 0 |
| M. Könnecke      | 35 | 0  | 11 | 0 |
| R. Lange         | 36 | 1  | 5  | 1 |
| C. Mauersberger  | 13 | 1  | 2  | 0 |
| N. Miatke        | 35 | 2  | 4  | 1 |
| A. Odabas        | 2  | 0  | 0  | 0 |
| F. Schnabel      | 6  | 1  | 1  | 0 |
| M. Schröter      | 26 | 0  | 2  | 0 |
| A. Sorge         | 0  | 0  | 0  | 0 |
| M. Sprang        | 0  | 0  | 0  | 0 |
| S. Tekerci       | 10 | 0  | 3  | 0 |
| M. Ullmann       | 0  | 0  | 0  | 0 |
| T. Wachsmuth     | 24 | 2  | 5  | 1 |
| F. Wagner        | 16 | 0  | 7  | 0 |
| J. Washausen     | 13 | 1  | 3  | 0 |
| A. Öztürk        | 20 | 1  | 2  | 0 |